# حقل أبو سعفة
حقل أبو سعفة هو حقل نفطي مشترك بين مملكة البحرين والمملكة العربية السعودية. تم اكتشاف الحقل في عام 1963، في حين بدأ إنتاج الحقل الفعلي عام 1966. يقع الحقل تحت إدارة شركة أرامكو السعودية. تبلغ طاقة الحقل الانتاجية 300 ألف برميل يومياً من الزيت العربي المتوسط.

## الموقع
يقع حقل أبو سعفة الذي بدأ الإنتاج عام 1966 في مياه الخليج العربي، جنوب شرق حقل البري، وملكيته مشتركة ما بين المملكة العربية السعودية ومملكة البحرين، وتحوي مرافق أبو سعفة الحالية على عشر منصات، في كل منصة منها 6 آبار، وخمس منصات، في كل منصة منها بئر واحدة.

## التاريخ
يحتوي حقل أبو سعفة على 6.1 بليون برميل من الزيت، ويبلغ طوله 19 كيلومترا، وعرضه 10 كيلو مترات، وقد اكتشف حقل أبو سعفة في عام 1963، وبدأ إنتاجه في عام 1966، وقد أدى تطوير حقل أبو سعفة الذي يقع جنوب شرق حقل البري، الذي يعد جزءا من معامل تطوير الإنتاج في القطيف إلى زيادة طاقته الانتاجية من 150 برميل في اليوم إلى 300 ألف برميل في اليوم حاليا.
كانت المملكة العربية السعودية تمنح منذ عام 1996 كامل إنتاج حقل أبو سعفة إلى مملكة البحرين في إطار التعاون الثنائي بين البلدين إلا أن الحكومتين قررتا تطوير الحقل واقتسام إنتاجه بالتساوي، حيث تقوم شركة أرامكو السعودية بتسويق إنتاجه من الزيت العربي المتوسط عن طريق ميناء رأس تنورة وتوزيع عائداته بالمناصفة بين المملكة العربية السعودية ومملكة البحرين، والتي كانت تنتج حوالي 37 ألف برميل يومياً وتستورد من المملكة ما يصل إلى 217 ألف برميل يومياً من الزيت العربي الخفيف عبر خط أنابيب يمتد تحت مياه الخليج العربي لتكريره من خلال مصفاة سترة بالبحرين.

### التطوير
وصل حقل أبو سعفة إلى كامل طاقته الإنتاجية البالغة 300 ألف برميل يومياً من الزيت العربي المتوسط عام 2004، بعد أن انتهت مراحل التطوير التي أجريت للحقل بتكاليف قدرها 1,2 بليون دولار لرفع طاقته من 150 ألف برميل يومياً إلى 300 ألف برميل يومياً.